# 叱列伏亀
叱列伏 亀（しつれつふく き、生年不詳 - 551年）は、中国の北魏末から西魏にかけての軍人。字は摩頭陁。本貫は代郡。

## 経歴
代々にわたって部落大人・第一領民酋長をつとめた家柄に生まれた。父の後を嗣いで、領民酋長となった。
524年、広陽王元深の北征にあたって、亀は寧朔将軍となり、帳内の兵事を委ねられた。まもなく善無郡守に任ぜられた。527年、別将となって、長孫稚の西征に従った。戦功により、征西将軍・金紫光禄大夫に累進した。後に洛陽に帰還して、都督となり、高歓に重用されて、大都督に任ぜられた。沙苑の戦いの後、西魏に降った。宇文泰の礼遇を受け、邵恵公宇文顥の娘を妻とした。538年、長楽県公に封ぜられた。宇文泰の征戦には常に付き従い、しばしば戦功があった。542年、北雍州刺史として出向し、大都督を加えられた。まもなく車騎大将軍・儀同三司・散騎常侍に進んだ。548年、侍中として召され、驃騎大将軍・開府儀同三司を加えられ、恒州刺史に任ぜられた。551年、死去した。
子の叱列伏椿（字は千年）が後を嗣ぎ、北周の左宮伯・大将軍に上った。

## 伝記資料
- 『周書』巻二十 列伝第十二
- 『北史』巻六十一 列伝第四十九